# Ian McGeechan
Ian Robert McGeechan (Headingley, 30 de octubre de 1946) es un exrugbista y entrenador británico. Fue internacional con el XV del Cardo de 1972 a 1979 y su entrenador en dos etapas.
Representó a los British and Irish Lions y fue su técnico en cuatro giras, récord aun vigente. Debido a su éxito como entrenador, tanto a nivel de clubes y seleccionados, es considerado uno de los mejores de la historia y desde 2008 es miembro del World Rugby Salón de la Fama.

## Biografía
Se graduó de profesor en educación física en la Universidad Metropolitana de Leeds y luego de profesor en geografía, esta última ejerció dos décadas. A pesar de que su familia jugaba al fútbol, él eligió el rugby en la escuela.
En agosto de 2014, McGeechan fue uno de los 200 representantes célebres que firmaron en The Guardian para expresar su esperanza de que Escocia vote para permanecer dentro del Reino Unido; en el referéndum de independencia de septiembre.

## Carrera
McGeechan jugó para Yorkshire Carnegie e hizo su debut con Escocia en 1972. Jugó 32 partidos, jugando de apertura y ocasionalmente de centro y capitaneó en nueve ocasiones. Realizó dos giras con los British and Irish Lions a: Sudáfrica 1974 y a Nueva Zelanda 1977.

## Entrenador
En 1986 se convirtió en asistente de Derrick Grant en Escocia y en 1988 lo reemplazó como entrenador. En 1990 su equipo ganó el Grand Slam en el Torneo de las Cinco Naciones y después la selección alcanzó las semifinales en la copa mundial de Inglaterra 1991, ambos son los mejores resultados escoceses de los últimos 30 años.
Fue entrenador de los British and Irish Lions en las giras a: Australia 1989 (la primera en 23 años), Nueva Zelanda 1993 (la última en la era aficionada), Sudáfrica 1997 (la primera de la era profesional) y Sudáfrica 2009. En 2005 entrenó al equipo en algunos partidos de entrenamiento, durante la gira a Nueva Zelanda, por invitación de Clive Woodward.
En 1994 fue nombrado director técnico de los Northampton Saints y mantuvo el cargo hasta 1999, cuando reemplazó a Jim Telfer como entrenador de Escocia nuevamente.
En 2005 asumió como entrenador de los Wasps RFC después de un período infructuoso e infeliz como técnico escocés. En su primera temporada (2005-06) llevó a los Wasps al título de la Anglo-Welsh Cup, venciendo a los Scarlets en la final en Twickenham. En su segunda temporada, los Wasps ganaron la Copa de Campeones y en su tercera temporada obtuvieron la Premiership.
En febrero de 2010 se unió al cuerpo técnico de Gloucester Rugby como asistente del entrenador Bryan Redpath. Pero en junio se trasladó al rival local, Bath Rugby, para asumir el puesto de entrenador jefe.
En julio de 2012 dejó Bath y la dirección técnica, al ser elegido presidente del club de toda su vida: Yorkshire Carnegie.

## Palmarés
McGeechan recibió la Orden del Imperio Británico en 1990 por sus servicios al rugby británico y fue nombrado caballero en la Lista de Honores de Año Nuevo de 2010 por sus servicios al deporte.
- Campeón del Torneo de las Seis Naciones de 1990.
- Campeón de la Copa de Campeones de 2006–07.
- Campeón de la Premiership Rugby de 2007–08.
- Campeón de la Anglo-Welsh Cup de 2005–06.
- Campeón del RFU Championship de 1995-96.